# Korl Fuhrmann

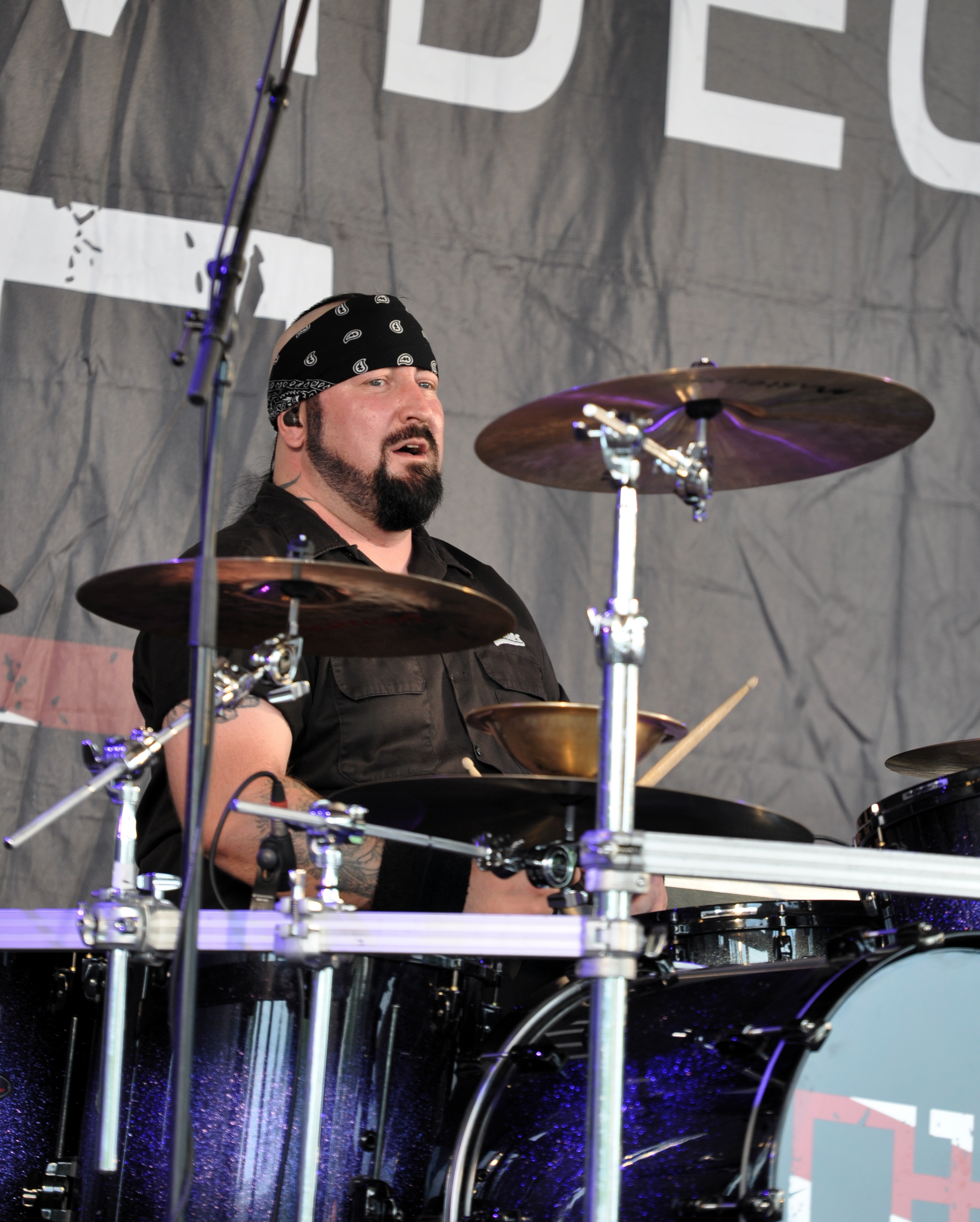
Korl Fuhrmann als Schlagzeuger der Band A Life Divided beim Amphi Festival 2013

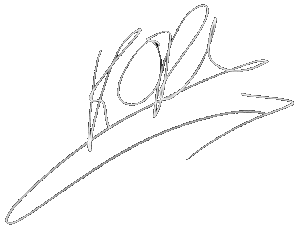
Unterschrift von Korl Fuhrmann

Korl Fuhrmann (* 8. Mai 1976 in Wolfratshausen, eigentlich: Karl-Heinz Fuhrmann) ist ein deutscher Rock/Metalmusiker. Bekannt wurde er vor allem als Schlagzeuger der Band Lacrimas Profundere, bei der er bis 2011 aktiv war. Des Weiteren spielt er bei A Life Divided.

## Leben
Korl Fuhrmann wurde am 8. Mai 1976 in Wolfratshausen geboren. Mit dem Schlagzeugspielen begann er im Jahr 1995. Kurz nach der Gründung von A Life Divided im Jahr 2003, kam Fuhrmann als Schlagzeuger zur Band. Bei Lacrimas Profundere stieg er im August 2005 ein. Im Frühjahr 2011 stieg Fuhrmann wieder aus, da er sich zunehmend auf andere Tätigkeiten, wie z. B. das Tätowieren konzentrieren wolle.

## Sonstiges
Als seine musikalischen Vorbilder zählt Fuhrmann Gene Hoglan, Thomas Haake, Simon Phillips und Scott Travis.

## „Urinal Prostataler Danzlmusi“
Die „Urinal Prostataler Danzlmusi“ ist ein ehemaliges Folk-Metal-Projekt von Korl Fuhrmann. Das Projekt veröffentlichte nur am 23. März 2008 die Videosingle „Der Original Prostataler Drecksaumassakra“. Aufgrund der Rahmenhandlung kann man das Lied auch zum Fun Metal zählen. Die fünfköpfige „Band“ (E-Gitarre, E-Bass, Trompete, Akkordeon und Schlagzeug) besteht nur aus Fuhrmann, der dazu im Video durch die digitale Überlagerung fünf verschiedener Einzelclips fünfmal zu sehen ist, wobei er jeweils anders angezogen ist und ein anders Instrument spielt. Der Gesang wird von Fuhrmann durchgehend gegrowlt.
Das Video beginnt mit den eingeblendeten Worten „So klingt´s bei Uns – Zeitgenössisches Brauchtum des wo ausm Oberland kommt“. Es folgt ein humoristisches Interview mit der „Band“, geführt durch „Sammy Bresl“ (Verballhornung von „Semmelbrösel“) auf der „Nierenstoaner Alm“. Im Anschluss beginnt das eigentliche Lied, welches Elemente des Metals und der traditionellen alpenländischen Volksmusik verbindet. Im Text äußert sich der Protagonist der Handlung abfällig und mit vielen Beleidigungen über einen Bekannten namens Huber (vermutlich einen Nachbarn), den er als Gratler bezeichnet. Das Video zeigt die Band abwechselnd im Sitzen spielend an einer Tafel in der „Nierenstoaner Alm“ und Fuhrmann mit je unterschiedlichen Kostümen in der Natur. Idee, Konzept und Ausführung kommen von Erik Damköhler, Korl Fuhrmann, Markus Glanz und Peter Rixner. Aufgenommen wurde das Lied im Tonstudio Rixner in Tegernsee.
Alexander Melzer vom Webzine The Metal Observer schließt sein Review des Liedes mit dem Fazit:

“I am afraid that this is a one-off project, but I would really, really hope that there is more of this in the future, because it is hilarious, highly original and, well, Bavarian! I want more![…]”

„Ich befürchte, dass es sich hier nur um ein einmaliges Projekt handelt, aber ich hoffe wirklich, dass es in der Zukunft [davon] noch mehr gibt, denn es ist lustig, sehr originell und, naja, bayerisch! Ich will mehr![…]“

## Diskografie
- Als Teil der Band Lacrimas Profundere siehe Lacrimas Profundere#Diskografie
- Als Teil der Band A Life Divided siehe A Life Divided#Diskografie
- Mit Urinal Prostataler Danzlmusi
  - 2008: Der Original Prostataler Drecksaumassakra (Videosingle)